# Terme minerali centrali (Sofia)
Le Terme minerali centrali (in bulgaro Централна минерална баня?, Centralna mineralna banja) sono un edificio storico e simbolico situato nel centro di Sofia, capitale della Bulgaria. Inaugurate il 13 maggio  1913, rappresentano un esempio architettonico unico, frutto della visione degli architetti bulgari Petko Momčilov e Jordan Milanov, che le progettarono sul sito di un precedente bagno turco demolito. Realizzate in stile Secessione, incorporano anche decorazioni tipiche bulgare, bizantine e ortodosse orientali, opera dell'artista Haralampi Tačev.
Al momento della loro apertura, l’edificio era considerato tra i più moderni d’Europa, con una superficie di 5000 m² distribuita su due piani e dotato di sale per idroterapia, elettroterapia e fangoterapia. Le piscine offrivano acqua minerale a diverse temperature, con una portata di 110 litri al secondo, accessibile a tutta la popolazione grazie a prezzi contenuti.
Durante il bombardamento anglo-americano di Sofia del 10 gennaio 1944, , l’ala sud fu completamente distrutta e la sorgente minerale danneggiata, ma la struttura fu successivamente restaurata.
Rimase in funzione fino al 1986, quando fu chiusa a causa delle condizioni deteriorate. Dopo un lungo periodo di abbandono, parte dell’edificio è stata restaurata per ospitare il Museo di storia regionale di Sofia.

## Storia delle terme

### Antefatti
Lo sviluppo delle moderne terme minerali cittadine rappresentò una delle priorià del Consiglio comunale di Sofia subito dopo la Liberazione della Bulgaria. Nel marzo 1880, viene presa la decisione di costruire nuovi edifici secondo i requisiti dell'epoca, basandosi su un approccio razionale che integrava i pareri del medico e dell'architetto municipali.
Nel 1889 fu indetto un concorso internazionale di architettura, diffuso attraverso prestigiose pubblicazioni professionali europee al fine di garantirne la massima partecipazione. Furono ricevuti sette progettii, molti dei quali presentati da esperti di fama internazionale, successivamente esaminati da una giuria con membri provenienti da diversi Paesi. Il concorso fu vinto dall’architetto viennese Emil von Förster, autore di un progetto ambizioso che prevedeva un grande stabilimento balneare combinato con un hotel moderno.
La versione finale dell’edificio, realizzata diversi decenni più tardi dopo numerosi adattamenti, incorporò numerosi elementi tratti da questo progetto originario. Già in questa fase, l’amministrazione comunale dimostrava di riconoscere il valore straordinario delle acque minerali come risorsa naturale e, nei limiti delle proprie possibilità, investì sforzi e risorse significative per il loro utilizzo a beneficio della collettività.

### Funzionamento delle terme
Lo stabilimento termale fu inaugurato il 13 maggio 1913. L’edificio, sviluppato su due piani e con una superficie complessiva di 5.000 m², era suddiviso in una sezione maschile e una femminile. Il servizio era garantito da personale medico specializzato e da numerosi operatori di supporto.
Tra i trattamenti offerti figuravano idroterapia, elettroterapia e fangoterapia, quest’ultima realizzata con l’utilizzo di fango italiano. Le strutture termali includevano due piscine principali con acqua a temperatura compresa tra 23 °C e 26 °C, ciascuna di dimensioni pari a 18 x 7 metri e profondità variabile da 1,2 a 2 metri. Accanto a queste, le vasche più piccole e calde, con temperature di 37 °C e 46 °C, venivano utilizzate per il trattamento dei reumatismi.
La sorgente di acqua minerale aveva una portata di 110 litri al secondo. Il sistema di tariffazione differenziata ne garantiva l’accessibilità alle diverse fasce della popolazione. Le terme erano operative dalle 5:00 alle 23:00, con una frequentazione giornaliera stimata tra le 800 e le 1.000 persone.

### Condizioni moderne
A partire dal 2024, metà dell'edificio delle Terme minerali ospita l'esposizione permanente del Museo di storia regionale di Sofia, ufficialmente inaugurato il 17 settembre 2015. Alla fine del 2016 il museo è stato riorganizzato da istituto municipale culturale" a museo di storia regionale. 
Nei suoi archivi si conservano oltre 120.000 reperti, grazie ai quali viene narrata la storia della città di Sofia attraverso documenti, effetti personali e fotografie di figure storiche bulgare come il principe Alessandro I Battemberg, lo zar Ferdinando I, i politici Stefan Stambolov, Dragan Cankov, Konstantin Stoilov e altri. Tra le opere d'arte applicata di pregio si annoverano la "Carrozza d'oro" in stile Luigi XVI, la scrivania donata da Otto von Bismarck a Ferdinando I e un orologio inglese regalato dalla regina Vittoria.
Ill fondo artistico comprende dipinti originali di rinomati artisti bulgari raffiguranti la città di Sofia. Degna d nota è la collezione di acquerelli di Joseph Oberbauer, che immortalano l'aspetto di Sofia durante la Liberazione, oggi completamente perduto.  La collezione museale include inoltre icone, affreschi e oggetti sacri di grande valore.
Il fondo numismatico conserva più di 17.000 monete e banconote, molte delle quali ritenute rare e di rilevanza storica. Il museo detiene anche la più ampia collezione di fotografie e cartoline d'epica con vedute della capitale bulgara.

## Galleria d'immagini

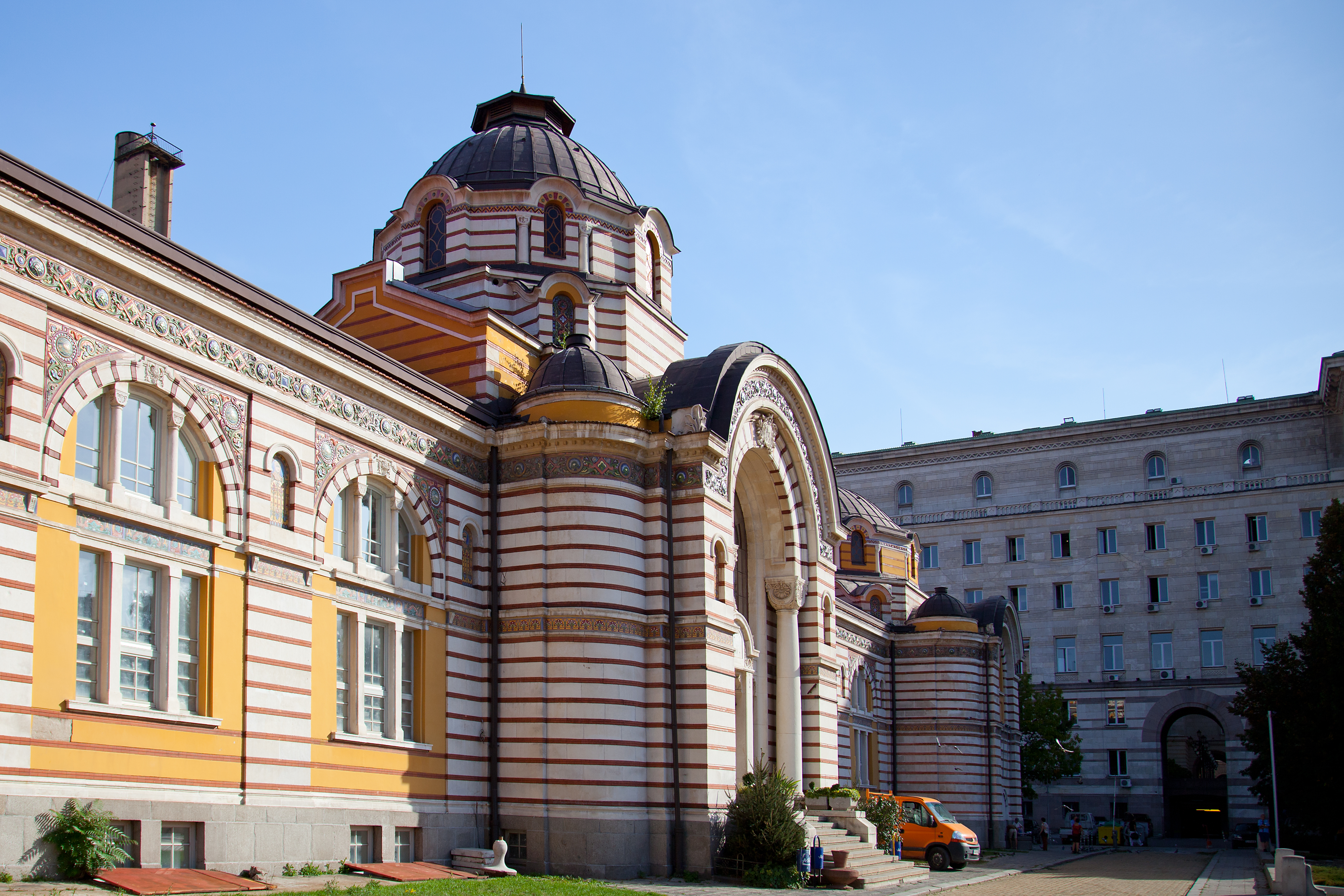
L'edificio
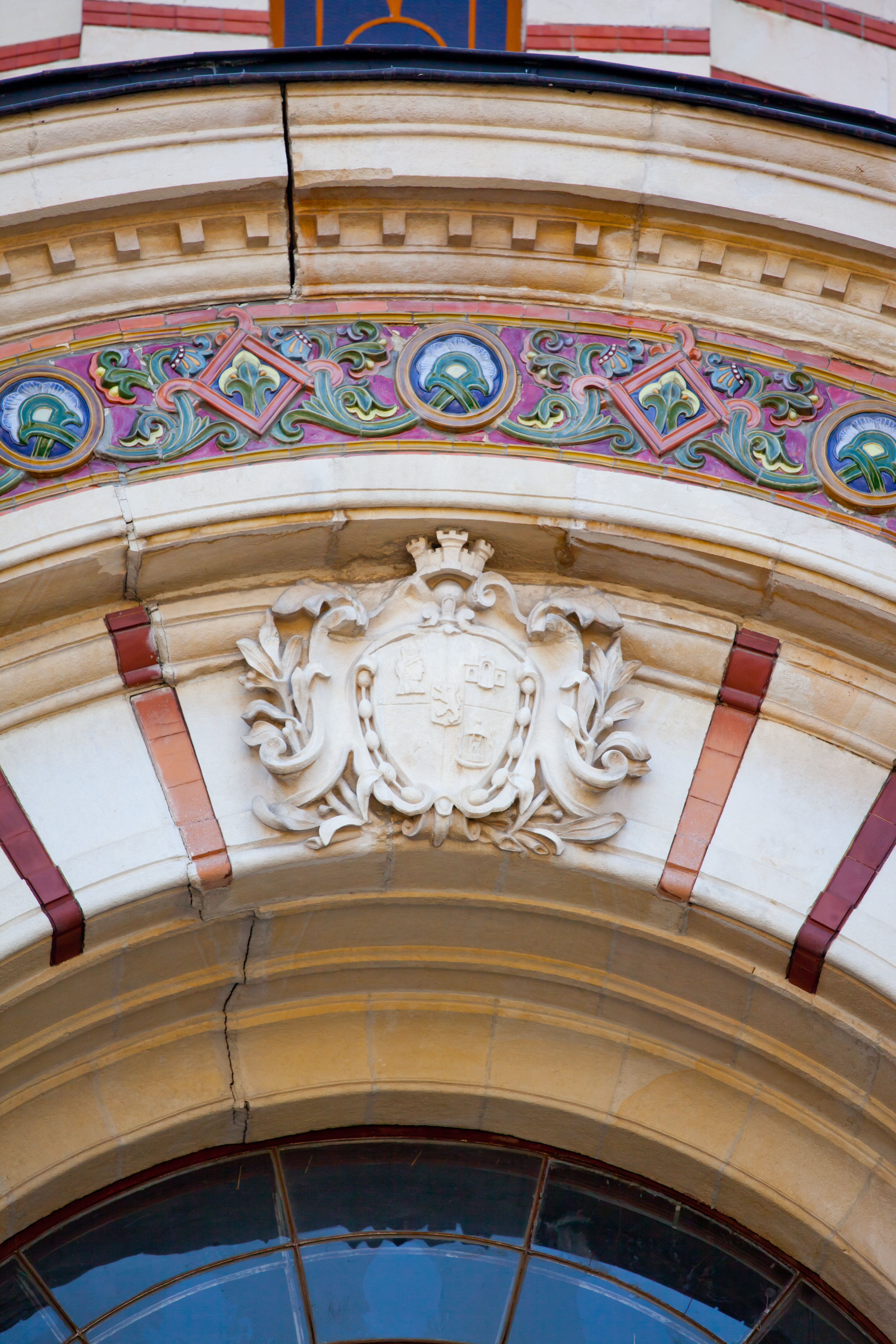
Ornamenti sulla facciata
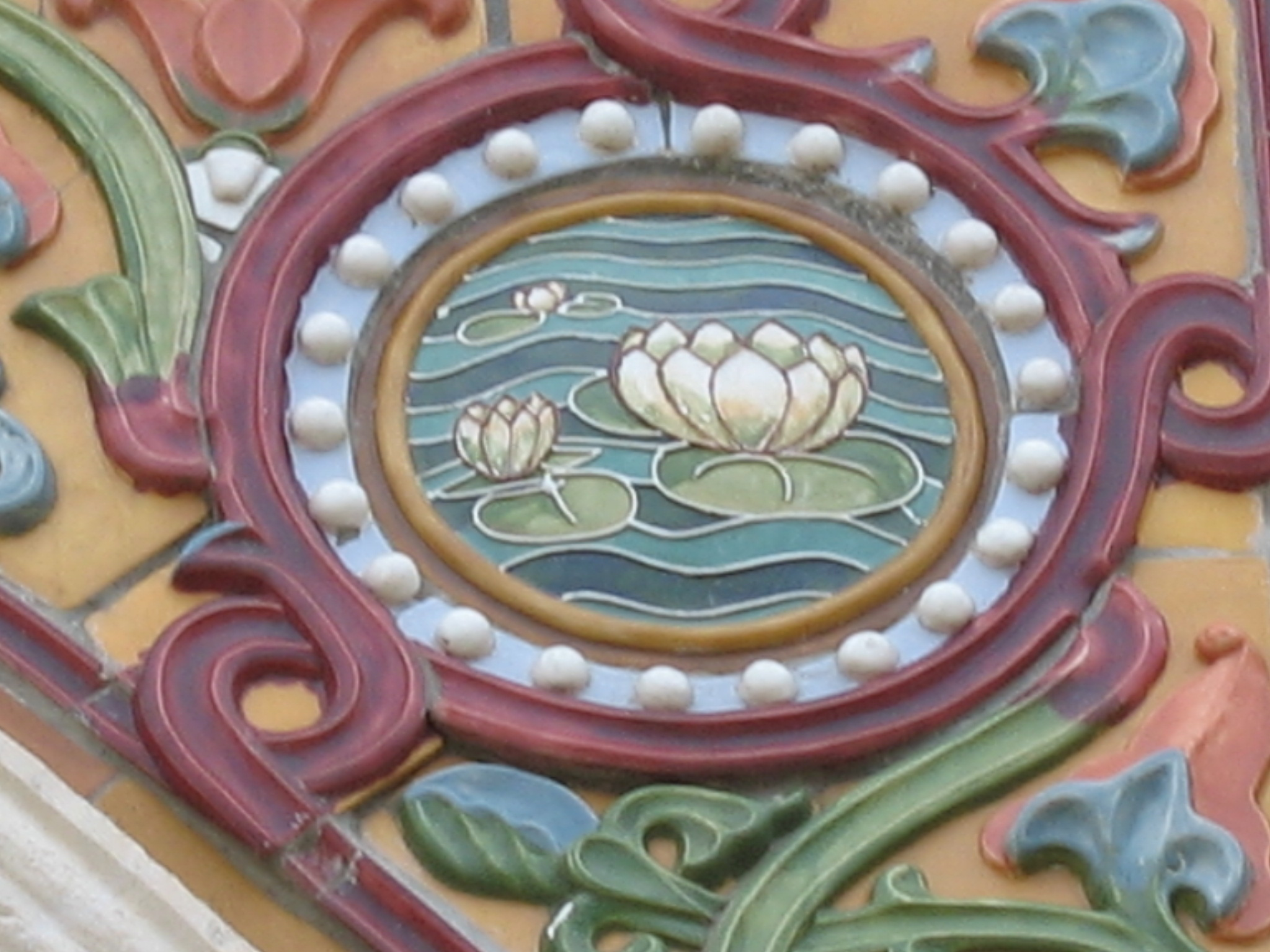
Ornamenti sulla facciata
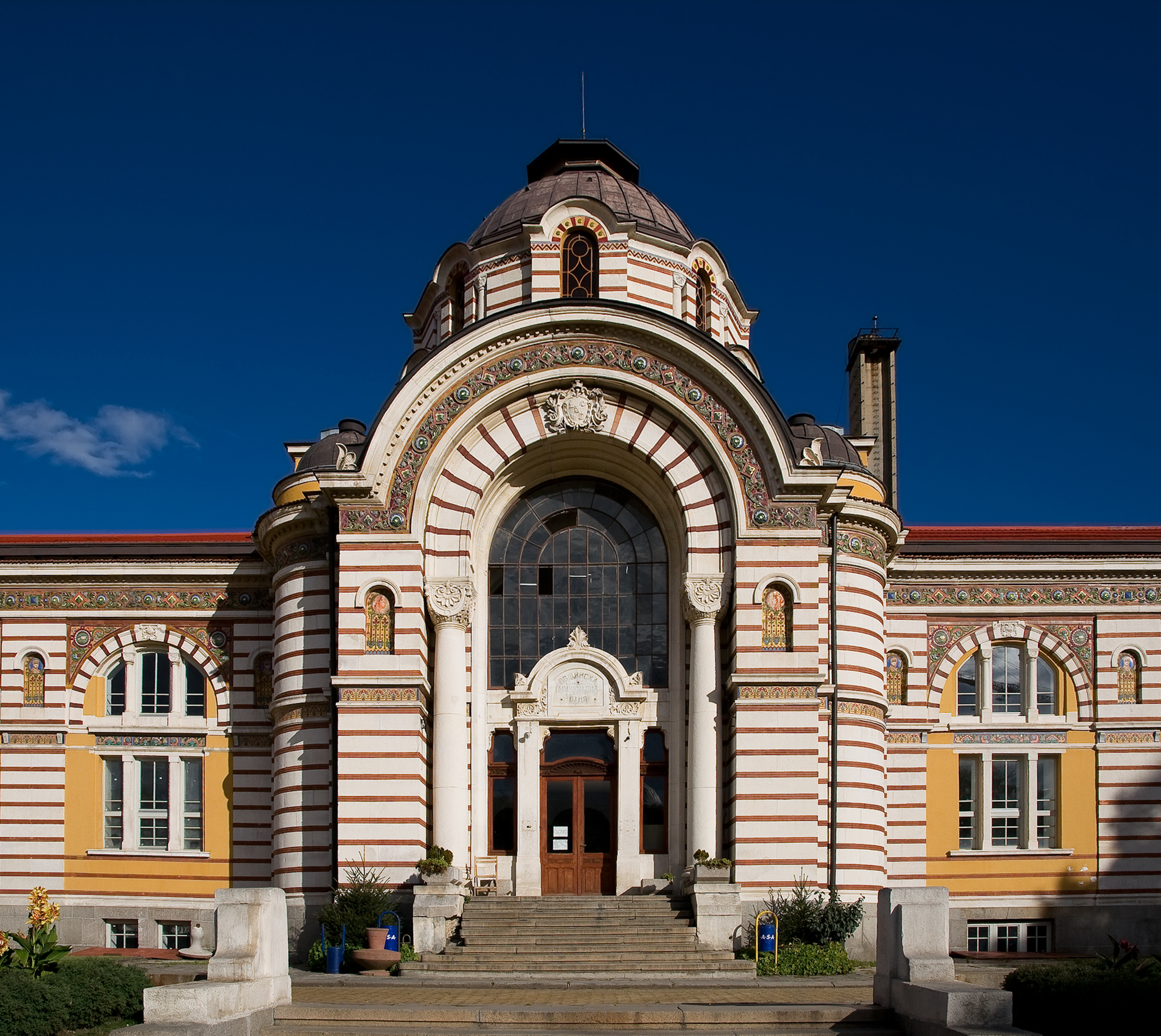
L'entrata